# ムンギア
ムンギア（バスク語: Mungia, スペイン語: Munguía）は、スペイン・バスク州ビスカヤ県にあるムニシピオ（基礎自治体）。公式名はバスク語のMungia。コマルカ（郡）としてはムンギアルデアの構成自治体である。ビルバオ都市圏には含まれないが、ビルバオの衛星都市とされている。

## 地理
内陸に位置するムンギアの標高は約20mであり、完全に開けた土地に町がある。周囲は丘陵地帯であり、ゴンドラメンディ丘 (217m)、タリュ丘 (342m)、ベレアガ丘 (366m)などがある。近くにある重要な山には、ブトロン川の谷を囲むようにしてソリュベ山 (684m)、ハタ山 (592m)などがあり、またビスカルギ山 (536m)がある。ブトロン川はプレンツィア河口でビスケー湾のカンタブリア海に流れ込んでいる。
アチュリ川、トゥロビカ川、ラウロメンディ川、アテバリ川、マンツォリコ・エレカ川など、ブトロン川の支流である小規模な流れや地下水脈がいくつもあり、町に建設された多くの噴水に水を供給している。過去には20以上の製粉所がこれらの流れを借りて稼働し、製粉所のいくつかは現存している。

## 歴史

### 先史時代・古代
現在のムンギアがある場所には先史時代にも人類が居住していた。古代ローマ時代の砦があり、軍隊が野営地として使用していた。ベレアガや他の町からは、様々な年代の石碑が発見されている。

### 中近世
ムンギアに言及する最古の文書は1051年に書かれたものであり、ムンギア出身の大修道院長が、ビスカヤ領主からサン・ミジャン・デ・ラ・コゴーリャ修道院に贈り物をしたことを確認している。ムンギアという名称はバスク語のMune – Ganean（ブトロン川の河岸にある場所を指している）に由来する。当初は分散した居住形態を持つ小さな村であり、教会はコミュニティの唯一の焦点だったが、大修道院長の存在や、ベルメオとビスカヤ地方内陸部を結ぶ道路沿いという戦略的位置などの結果として、集落は後に独自の意味を獲得するようになった。ベルメオはこの地域最大の町であり、その港は輸出港として際立つようになり始めていた。これらの条件下で、貴族の地位を持つ重要な数家族が村の周辺地域に定住するようになり、彼らは塔を持つ邸宅を建てた。これらの貴族の経済力は土地所有に基づいていた。
しかし、13世紀末には畜産業と農業の危機の結果として、これらの貴族が没落し始めた。このような状況に直面して、彼らが収入の流れを改善することはとても困難であり、もっとも安易な方法である暴力に走った。「もっと裕福に」を弁解にして貴族間の戦いが起こったため、彼らの下で働く農民は激減し、農民が持つ乏しい所有物は奪われ、また農民自身もこの戦いに巻き込まれた。
ムンギア地域には2つの派閥があった。ビリェラ家はガンボア派の一部であり、ブトロン家はオイナス派を率いていた。両家の城館は隣接しており、彼らの戦いは日常茶飯事だった。貴族の暴力を目の当たりにして、町を要塞化したり、攻撃に対して効果的な防御を行えるように、何人かの住民はビスカヤ領主のフアン王子に自治区の称号を与えるよう要求した。これらの結果として、ムンギア自治区（バラ）が設置されることとなった。
1376年8月1日にはログローニョのフエロ（特権）の下、同名のアンテイグレシア（バスク地方特有の自治制度であり、教区の範囲に類似する）の中心にムンギア自治区が設立された。ムンギア自治区、ムンギア・アンテイグレシアのどちらもウリベのメリンダ（区域内のすべての町や邸宅を防御・統治する、重要かつ巨大な自治区）に属し、それぞれが自治権をもつ自治体を内包していた。
ゲルニカのフンタス（ビスカヤの人々の代表者による政治的議会）にはアンテイグレシアと自治区の両者が自身の代表者を送っており、ムンギア・アンテイグレシアは69番、ムンギア自治区は15番だった。しかし、自治区を設定したという事実によって、近辺での戦いの数々を避けられなかった。異なる性質のエピソードがあり、派閥間の戦闘行為も生じた。1479年4月27日にはベルテイスの戦いまたはムンギアの戦いと呼ばれる戦いが起こったが、本来は敵同士のオイナス派とガンボア派が同盟を結んでアロ伯爵と戦った。
これらのエピソードを除けば、ムンギアの生活は穏やかであったとされている。経済活動は主に農業に基づいており、地域内を流れる多くの川の河岸にはいくつかの製粉所があり、さらに自治区内には手工芸作業場があった。1602年には町で火災が起こった。1778年11月9日にはさらに大きな火災が起こり、村内の中心的施設14棟が焼失した。これ以降は事故が起こるのを防ぐために、麦わら・木材・石炭などすべての可燃性製品は町を囲む防壁の外に保管されるようになった。この保管場所は、バスク語で「町の後部」を意味するアツェカルデタとして知られた。

### 近現代
自治区とアンテイグレシアというふたつの存在による時間は穏やかに過ぎた。彼らは独立した存在だったが、いくつかのサービスや改善活動のために共同で参加することもあった。学校は共同であり、ゴンドラメンディ山からの水を運河化して村に引き込む際も、彼らは支出を共有した。少しずつ共有する作業が増え、自治区とアンテイグレシアが結合してひとつの存在になるという考えが生まれた。1900年10月6日、ムンギア自治区とムンギア・アンテイグレシアが合併してひとつになった。アルナガの前にあるベコ・カレには噴水があり、「ビアク・バット・エタ・ビエナ」（Biak bat eta biena, 両方がひとつのために、ひとつが両方のために）という標語の下での団結の象徴となっている。
1930年代後半のスペイン内戦中には、ファシスト軍による爆撃でもっとも重い被害を受けた町のひとつとなった。また、アナーキストの集団がムンギアから撤退する際、彼らは町の建物の一部を焼いた。成長を止める戦争はムンギアでも起こった。
1960年代初頭には地域の工業化によって多くの潜在的な労働者を引きつけ、近隣の町だけでなくスペインの他地方からも移住者を引きつけた。その数年後には、多くの新しい建物や通りが建設され、町の中心部が拡張された。フランコ独裁政権期には、市民団体によって独裁政権への抵抗運動が行われた。様々なグループが、文化的・スポーツ的・教育的活動を支援する傘として機能していた教会などの機関に支援を求めた。市民団体はこれらの活動によってバスク文化の保護や回復、民主的な文化の確立を求めた。1970年代までのムンギアは人口面で大きな成長を経験していたが、1970年代末には景気が低迷し、ムンギアも短い期間の不況に見舞われた。

## 政治

### 議会
ムンギア議会の定数は17である。2011年の地方自治体選挙では、バスク民族主義穏健中道右派のバスク民族主義党(EAJ-PNV)が9議席、バスク連帯(EA)を中心とする選挙連合のビルドゥが5議席、無所属者グループが2議席、スペイン社会労働党(PSOE)のバスク州支部であるバスク社会党(PSE-EE)が1議席を獲得し、アララール、国民党(PP)、バスク統一左翼(EB-B)は議席を獲得できなかった。
| 政党                                              | 2011年 | 2011年 | 2011年 | 2015年 | 2015年 | 2015年 |
| 政党                                              | 得票数 | 得票率 | 議席   | 得票数 | 得票率 | 議席   |
| ------------------------------------------------- | ------ | ------ | ------ | ------ | ------ | ------ |
| バスク民族主義党 (EAJ-PNV)                        | 3,747  | 45.04% | 9      | 3,511  | 44.50% | 8      |
| エウスカル・エリア・ビルドゥ (EH Bildu)/ ビルドゥ | 2,302  | 27.67% | 5      | 2,267  | 28.73% | 5      |
| 無所属者グループ (AEMB-MBHE)                      | 1,079  | 12.97% | 2      | 1,237  | 15.68% | 3      |
| バスク社会党 (PSE-EE)                             | 433    | 5.20%  | 1      | 484    | 6.13%  | 1      |
| アララール                                        | 283    | 3.40%  | 0      | -      | -      | -      |
| 国民党 (PP)                                       | 264    | 3.17%  | 0      | 184    | 2.33%  | 0      |
| バスク統一左翼 (EB-B)                             | 211    | 2.54%  | 0      | -      | -      | -      |

## 公式サイト
- 公式ウェブサイト （バスク語） （スペイン語）
- Mungiaアウニャメンディ百科事典 （スペイン語）
- Local History of Mungia Mungia historian zehar （スペイン語）